# Jean-Baptiste Macquet
Jean-Baptiste Macquet (Dieppe, 2 de julio de 1983) es un deportista francés que compitió en remo.
Ganó tres medallas en el Campeonato Mundial de Remo entre los años 2006 y 2010, y dos medallas en el Campeonato Europeo de Remo, en los años 2008 y 2009.
Participó en los Juegos Olímpicos de Verano, ocupando el sexto lugar en Atenas 2004 (ocho con timonel) y el quinto en Pekín 2008 (doble scull).

## Palmarés internacional
| Campeonato Mundial | Campeonato Mundial        | Campeonato Mundial | Campeonato Mundial |
| Año                | Lugar                     | Medalla            | Prueba             |
| ------------------ | ------------------------- | ------------------ | ------------------ |
| 2006               | Eton (Reino Unido)        | Medalla de oro     | Doble scull        |
| 2007               | Múnich (Alemania)         | Medalla de plata   | Doble scull        |
| 2010               | Cambridge (Nueva Zelanda) | Medalla de oro     | Cuatro sin timonel |
| Campeonato Europeo |                           |                    |                    |
| Año                | Lugar                     | Medalla            | Prueba             |
| 2008               | Maratón (Grecia)          | Medalla de oro     | Ocho con timonel   |
| 2009               | Brest (Bielorrusia)       | Medalla de bronce  | Ocho con timonel   |